# Државни и верски празници у Србији
Државни и верски празници у Републици Србији су дефинисани Законом о државним и другим празницима у Републици Србији.

## Државни празници који се празнују нерадно
| Нерадни државни празници |                                    |               |               |                                                                                       |
| Датум                    | Назив празника                     | Датум у 2023. | Датум у 2024. | Напомене                                                                              |
| 1. јануар 1              | Нова година                        | 1. јануар     | 1. јануар     |                                                                                       |
| 2. јануар 1              | Нова година                        | 2. јануар     | 2. јануар     |                                                                                       |
| 7. јануар                | Божић                              | 7. јануар     | 7. јануар     |                                                                                       |
| 15. фебруар 1            | Дан државности Србије              | 15. фебруар   | 15. фебруар   | Сећање на Први српски устанак и на доношење првог српског устава — Сретењског устава. |
| 16. фебруар 1            | Дан државности Србије              | 16. фебруар   | 16. фебруар   | Сећање на Први српски устанак и на доношење првог српског устава — Сретењског устава. |
| покретан празник         | Велики петак                       | 14. април     | 3. мај        |                                                                                       |
| покретан празник         | Васкрсни понедељак                 | 17. април     | 6. мај        |                                                                                       |
| 1. мај 1                 | Први мај Празник рада              | 1. мај        | 1. мај        |                                                                                       |
| 2. мај 1                 | Први мај Празник рада              | 2. мај        | 2. мај        |                                                                                       |
| 11. новембар 1           | Дан примирја у Првом светском рату | 11. новембар  | 11. новембар  | Обележавање празника је започело од 2012.                                             |

1 Ако један дан од државних празника, који нису верски, падне у недељу, први следећи радни дан ће бити нерадан.

## Верски празници
Припадници различитих верских заједница имају право на слободан дан и то:
- православци — на први дан крсне славе;
- католици и припадници других хришћанских верских заједница — на први дан католичког Божића, Велики петак, Ускрс и Ускрсни понедељак по њиховом календару;
- припадници исламске заједнице — на први дан Рамазанског бајрама и први дан Курбанског бајрама;
- припадници јеврејске заједнице — на први дан Јом Кипура

## Државни празници који се празнују радно
| Радни државни празници |                                                     | |
| Датум                  | Назив празника                                      | Напомене |
| 27. јануар             | Савиндан                                            | Школска слава. Обично се обележава приредбама у свим школама у Србији, Републици Српској и Црној Гори.                                                                      |
| 22. април              | Дан сећања на жртве холокауста                      | |
| 9. мај                 | Дан победе                                          | Назива се још и Даном Европе. |
| 24. мај                | Дан Ћирила и Методија                               | Дан словенске писмености и културе, коју су утемељили словенски просветитељи Ћирило и Методије, оснивачи словенске књижевности и творци првог словенског писма – глагољице. |
| 28. јун                | Видовдан                                            | На овај дан 1389. године се догодила Косовска битка. У школама се на овај дан додељују ђачке књижице и сведочанства.                                                        |
| 15. септембар          | Дан српског јединства, слободе и националне заставе | Празник који се обележава од 2020. године. Празнује се на исти дан када се обележава и Пробој солунског фронта.                                                             |
| 21. октобар            | Дан сећања на српске жртве у Другом светском рату   | Овај дан се обележава у Шумарицама, код Крагујевца. |